# Colletes lebedewi
Colletes lebedewi är en biart som beskrevs av Noskiewicz 1936. Colletes lebedewi ingår i släktet sidenbin, och familjen korttungebin. Inga underarter finns listade i Catalogue of Life.